# Будаевщина
Будаевщина — деревня в Колчановском сельском поселении Волховского района Ленинградской области.

## История
Деревня Будаевщина упоминается на карте Санкт-Петербургской губернии Ф. Ф. Шуберта 1834 года.

БУДАЕВЩИНА — деревня принадлежит чиновнику 14-го класса Философову, число жителей по ревизии: 54 м. п., 53 ж. п.. (1838 год)

БУДАЕВЩИНА — деревня господина Философова, по просёлочной дороге, число дворов — 16, число душ — 46 м. п. (1856 год)

БУДАЕВЩИНА — деревня владельческая при колодце, число дворов — 14, число жителей: 65 м. п., 79 ж. п.; Часовня православная. (1862 год)

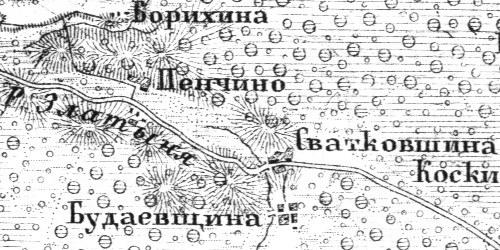
Деревня Будаевщина на карте Ф. Ф. Шуберта 1872 года

В 1879—1882 годах временнообязанные крестьяне деревни выкупили свои земельные наделы у В. А. и В. Д. Философовых и стали собственниками земли.
В конце XIX — начале XX века деревня административно относилась к Хамонтовской волости 2-го стана Новоладожского уезда Санкт-Петербургской губернии.
По данным «Памятной книжки Санкт-Петербургской губернии» за 1905 год деревня Будаевщина входила в Будаевское сельское общество.
С 1917 по 1924 год деревня Будаевщина входила в состав Будаевского сельсовета Хамонт-Колчановской волости Волховского уезда.
С 1924 года в составе Хамонтовского сельсовета.
С 1926 года в составе Будаевщинского сельсовета.
С 1927 года в составе Волховского района.
С 1928 года в составе Колчановского сельсовета. В 1928 году население деревни Будаевщина составляло 149 человек.
С 1930 года в составе Златынского сельсовета.
По данным 1933 года деревня Будаевщина входила в состав Златынского сельсовета Волховского района.
С 1946 года в составе Новоладожского района.
С 1954 года в составе Алексинского сельсовета.
В 1958 году население деревни Будаевщина составляло 80 человек.
С 1960 года вновь в составе Колчановского сельсовета.
С 1963 года вновь в составе Волховского района.
По данным 1966, 1973 и 1990 годов деревня Будаевщина также входила в состав Колчановского сельсовета.
В 1997 году в деревне Будаевщина Колчановской волости проживал 1 человек, в 2002 году — 2 человека (все русские).
В 2007 и 2010 годах в деревне Будаевщина Колчановского СП, вновь 1 человек.

## География
Деревня расположена в центральной части района близ автодороги 41К-390 (Колчаново — Пенчино).
Расстояние до административного центра поселения — 5 км.
Расстояние до ближайшей железнодорожной платформы Георгиевская — 4,5 км.
Деревня находится на правом берегу реки Златынка

## Демография
| 1838 | 1862 | 1997 | 2002 | 2007 | 2010 | 2013 |
| ---- | ---- | ---- | ---- | ---- | ---- | ---- |
| 107  | ↗144 | ↘1   | ↗2   | ↘1   | →1   | ↗3   |
| 2017 |      |      |      |      |      |      |
| ↘0   |      |      |      |      |      |      |

По данным Всероссийской переписи населения 2021 года в деревне постоянного населения не было.